# Kuniaki Koiso
Kuniaki Koiso, född 1880, död 1950, var en japansk militär och politiker. Han var Japans premiärminister mellan 1944 och 1945. 
Kuniaki Koiso var vid manchuriska konfliktens utbrott 1931 chef för krigsdepartementets militära avdelning, blev 1932 vice krigsminister och senare samma år stabschef för Kwantungarmén i Manchukuo. Kuniaki Koiso var 1936–1939 befälhavare i Korea och blev 1939 kolonialminister i Hiranuma Kiichirōs regering, erhöll 1940 samma post i Mitsumasa Yonais regering och blev 1942 generalguvernör i Korea. Vid Hideki Tojos avgång i juli 1944 blev Kuniaki Koiso ministerpresident med uppgift att öka Japans krigsansträngningar men avgick i april 1945 på grund av landets växande militära motgångar. Kuniaki Koiso ställdes 1946 inför de allierades militärdomstol i Tokyo, anklagad för aggressionsplaner och krigsförbrytelser, och dömdes i november 1948 till livstids fängelse.